# Sint-Petrus-en-Pauluskerk (Schipperskerk)
De Sint-Petrus-en-Pauluskerk is een voormalig Rooms-Katholiek kerkgebouw te Schipperskerk in de Nederlandse provincie Limburg, gelegen aan Sterre der Zeeplein 12.

## Geschiedenis
De zielzorg voor schippers startte in 1935 vanuit het nabijgelegen Buchten, met name vanwege de opening van het Julianakanaal (1934). Een kapelaan hield zich daar in het bijzonder mee bezig. In 1936 werd Oranje Nassauschool voor schipperskinderen geopend aan de Berghaven, waar de schepen vaak langere tijd op vracht moesten wachten. Dit was de eerste interconfessionele school in Nederland. De kapelaan verzorgde de godsdienstlessen voor de katholieke kinderen.

### Processie te water
In 1944 werd een drijvende noodkerk ingericht op het schip Medea. Deze was gewijd aan de Heilige Franciscus. In september dreigde de terugtrekkende bezetter de aanwezige schepen tot zinken te brengen. Dit kon worden voorkomen door de sluis bij Roosteren onklaar te maken, waardoor de haven leegliep. Deze sluis werd gesloopt in 1964. Nadat de bezetter in Maasbracht daadwerkelijk honderden schepen tot zinken had gebracht bleek, aan welke ramp de schippers in de Berghaven ontsnapt waren. Uit dankbaarheid werd vanaf 1946 de schippersprocessie gehouden, onder het motto God bewaart wie met Hem vaart. Dit was een processie op het water, met diverse vaartuigen en het groeide uit tot de jaarlijkse schippersbedevaart met vele versierde schepen, die georganiseerd werd vanuit de parochiekerk van Buchten. De traditie kwam echter in 1954 tot een einde, hoewel ook in 1994 en 1999 nog waterprocessies werden gehouden.

### Kerk
Mede door de processie was er aandrang om een eigen kerk te bouwen. Deze werd geprojecteerd tegenover de Oranje Nassauschool. De kerk kwam gereed in 1949 en werd het eindpunt van de schippersprocessie. De kerk werd zetel van het rectoraat. Naast de kerkruimte waren er ook andere ruimten die ten dienste van de schippers stonden, zoals een bibliotheek, ontspannings- en vergaderruimten. Het was een bakstenen gebouw in traditionalistische stijl (steunberen, rondboogvensters). In 1954 werd een dakruiter geplaatst met daarop een neonverlicht kruis. Verder waren er glas-in-loodramen van René Wong (1950) en anderen.
De toenmalige rector werd begin jaren '90 van de 20e eeuw echter ernstig ziek. Er werden geen liturgische plechtigheden meer gehouden en de kerk raakte in verval. In 1999 werd de kerk onttrokken aan de eredienst. Veel kerkmeubilair werd verwijderd en na 2000 werd de kerk verbouwd tot woning en atelier. Ook werd de kerk geklasseerd als gemeentelijk monument.
Neonkruis en klok werden verwijderd. Enkele op de schippers betrekking hebbende glas-in-loodramen uit 1955 bleven gespaard. Deze zijn een gedachtenis aan Kees Zwaans en Tonny Kersten, twee schipperszonen die wegens verzetsactiviteiten in deze buurt door de bezetter werden vermoord, en waarop ook de schippersprocessie staat afgebeeld. Varpu Spronken-Tikanoja vervaardigde deze ramen. Het gebouw is in stand gebleven en deed sindsdien dienst als atelier voor bloemsierkunst, kleinkunstpodium en bed & breakfast. In 2012 werd er een atelier van een edelsmid in het kerkje gevestigd.